# Dimensions in Time
Dimensions in Time  é um especial para caridade que constitui de um crossover entre a série de ficção científica Doctor Who e a soap opera EastEnders, exibido em 26 e 27 de novembro de 1993. Produzido para o Children in Need, apresenta vários personagens de ambos os shows interagindo entre si. Este serial foi o primeiro a ser exibido em televisão após o hiato de Doctor Who que começou em 1989 e foi a única transmissão em comemoração ao 30º aniversário da série.

## Sinopse

### Parte Um
A Rani abriu um buraco no tempo, permitindo-lhe acesso à linha do tempo do Doutor. Ela usa isso para percorrer a vida do Doutor, fazendo com que ele e seus companheiros pulem para frente e para trás entre encarnações passadas e presentes. Sua intenção é capturar todos os eus do Doutor em um loop temporal, prendendo-o no East End de Londres; ela já capturou o Primeiro e o Segundo Doutor no buraco do tempo. Isso faz com que o Quarto Doutor mande uma mensagem para os seus eus restantes, avisando-os do plano de Rani.
O Sétimo Doutor e Ace estão confusos quando a TARDIS pousa em Greenwich, perto do Cutty Sark, graças ao ataque de Rani. O Doutor encontra um jornal mostrando o ano de 1973, mas antes que ele possa tirar mais conclusões, a Rani faz com que o tempo salte. Ace se encontra na Albert Square em 1993 com o Sexto Doutor. O morador local Sanjay tenta vender algumas roupas novas a Ace em sua barraca, e quando sua esposa, Gita, diz ao Sexto Doutor que vai estar na moda em 1994, a Rani faz saltar o tempo novamente.
O Terceiro Doutor e Mel Bush aparecem no momento do salto e questionam uma velha Pauline Fowler e Kathy Beale sobre quando eles estão. Quando Pauline e Kathy respondem que é 2013, outro salto de tempo ocorre. Em 1973, Pauline e Kathy se lembram do assassinato do presidente Kennedy, enquanto Kathy fala de um jovem Ian Beale. O Sexto Doutor e Susan Foreman aparecem, mas Susan se pergunta o que aconteceu com "seu" Doutor, o Primeiro.
Depois de mais um salto de tempo para 2013, Susan muda para Sarah Jane Smith e o Doutor muda do Sexto para o Terceiro. Eles começam a juntar o que está acontecendo com eles, mas a Rani solta sua coleção de espécimes, incluindo um Cyberman, Fifi (de The Happiness Patrol), um Demônio do Mar, um Ogron e um Senhor do Tempo de Gallifrey no próximo salto. Em 1993, o Quinto Doutor, Nyssa e Peri são atacados pelo zoológico de Rani, e depois que eles tentam avisar Pat Butcher sobre o perigo, Rani os impede de sair do Queen Vic.

### Parte Dois
Em 1993, após o Quinto Doutor ter mudado para o Terceiro em um salto de tempo, com Liz Shaw, a Rani assume o controle da mente de Liz. Como Mandy Salter tenta parar Rani, o Capitão Mike Yates da UNIT vem na Bessie para salvar o Doutor e levá-lo ao Brigadeiro que está esperando por eles.
Depois de outro salto no tempo, o Doutor muda para sua sexta encarnação e depois que ele diz adeus ao Brigadeiro o tempo salta novamente. Em 1993, no Arches, Phil e Grant Mitchell encontram Romana procurando pelo Doutor, mas apontam para o Dr. Legg. Enquanto Romana passa pelo Queen Vic, a Rani a captura na frente de Frank Butcher. Em 1973, o Terceiro Doutor explica a Victoria Waterfield quem era a Rani e acha que seu controle está em colapso, quando eles retornam à TARDIS.
Depois que o Sétimo Doutor pousa a TARDIS em 1993, Leela escapa da Rani, depois de ser clonada na forma de Romana. Isso resulta em uma impressão cerebral adicional de um Senhor to Tempo sendo deixada no computador dentro da TARDIS de Rani em vez da humana que ela precisava, o que dá ao Sétimo Doutor, Ace e K9 a vantagem necessária para montar um dispositivo para sobrecarregá-lo, enviando Rani no túnel do tempo onde ela tinha prendido o Primeiro e o Segundo Doutor e libertando seus outros eus do circuito.

## Audiência
| Episódio | Título       | Duração | Exibição original      | Espectadores no Reino Unido (em milhões) |
| -------- | ------------ | ------- | ---------------------- | ---------------------------------------- |
| 1        | "Parte Um"   | 7:34    | 26 de novembro de 1993 | 13,8                                     |
| 2        | "Parte Dois" | 5:27    | 27 de novembro de 1993 | 13,6                                     |

Dimensions in Time alcançou números de visualização de 13,8 milhões de telespectadores para a primeira parte e 13,6 milhões para a segunda parte, tornando-os dois dos episódios de Doctor Who mais assistidos. A maior audiência registrada foi a Parte Quatro de City of Death, com 16,1 milhões de telespectadores.